# پرزراجوک
پرزراجوک (به لاتین: Perserajuk) یک کوه در گرینلند است که در آواناتا واقع شده‌است. پرزراجوک ۶۰۳ متر بالاتر از سطح دریا واقع شده‌است.